# Calidris mauri
Il Gambecchio dell'Alaska (Calidris mauri, Cabanis 1857) è un uccello della famiglia degli Scolopacidae.

## Nome
Il nome del genere deriva dal greco kalidris o skalidris, termine usato da Aristotele per indicare alcuni uccelli acquatici caratterizzati da chiazze e sfumature di colore grigio. Il nome specifico o epiteto mauri è in ricordo del botanico italiano Ernesto Mauri (1791-1836).

## Sistematica
Calidris mauri non ha sottospecie, si tratta pertanto di una specie monotipica, costituente un taxon monospecifico.

## Descrizione
Gli esemplari adulti possiedono zampe scure e un becco corto, sottile, bruno, che diviene più fine e un po' ricurvo all'estremità (nei gambecchi semipalmati il becco è più corto e diritto). Il corpo presenta una livrea marrone sopra e bianca sotto, con sottili strisce ed eventualmente chiazze sparse sul petto. La testa è bruno-rossastra sulla sommità. Il piumaggio cambia tra la stagione riproduttiva e quella non riproduttiva e, naturalmente, a seconda che si tratti di un pulcino o di un adulto. Questo uccello può risultare difficile da distinguere da altri piccoli trampolieri e limicoli simili, in particolare il succitato gambecchio. Questa difficoltà di distinzione si palesa particolarmente quando entrambe le specie hanno il piumaggio invernale, mostrando dunque un colore grigio chiaro e uniforme; tuttavia, Calidris mauri prende il colore e il piumaggio invernali molto prima durante la stagione autunnale rispetto a Calidris pusilla, nome scientifico del gambecchio.
La lunghezza è compresa in un intervallo tra i 14 e i 17 cm, mentre il peso varia dai 22 ai 35 g; l'apertura alare si attesta tra i 35 e i 37 cm.

## Distribuzione e habitat
Questo uccello vive in tutto il Nord America e nella parte settentrionale e occidentale del Sud America, migrando vicendevolmente tra le due masse continentali. È di stanza anche in altre zone appartenenti all'Oceano Pacifico o confinanti con esso, come l'Australia, la Russia (Siberia orientale), il Giappone e alcune isole dell'Oceania (ad esempio le Hawaii). È di passo e molto raro nell'Europa centro-settentrionale e occidentale, poco avvistato anche in Cina e in Nuova Zelanda. Il suo habitat riproduttivo risulta essere la regione coperta dalla tundra della Siberia pacifica e dell'Alaska, a cavallo dello stretto di Bering.
Calidris mauri è una delle specie di uccelli costieri più numerose del Nord America, con una popolazione stimata nell'ordine di milioni di esemplari.

## Etologia

### Alimentazione
Il gambecchio dell'Alaska si nutre a terra sondando il terreno col becco o raccogliendo il cibo a vista, sostando sulle piane fangose tipiche di lagune, estuari e zone costiere solitamente durante il periodo migratorio e la stagione non riproduttiva. Durante la stagione riproduttiva, invece, dato anche l'arrivo nelle sedi del corteggiamento, si ciba in mezzo alla tundra e alle distese umide. Si credeva che la sua dieta fosse composta principalmente di insetti, piccoli crostacei e molluschi, ma ora si sa che "pilucca" e mangia in grande quantità microrganismi presenti nelle biopellicole e nelle incrostazioni della superficie delle distese fangose intertidali, fenomeno alquanto insolito per un vertebrato superiore.

### Riproduzione
Il suo habitat riproduttivo si concentra nella tundra della Siberia orientale e dell'Alaska. L'uccello nidifica sul terreno, di solito sotto un certo strato di vegetazione. Il maschio crea diversi solchi nel terreno scavando con gli artigli, in seguito la femmina ne sceglie uno e vi depone 4 uova. Si tratta di una specie monogama in cui entrambi i genitori  partecipano all'incubazione e si prendono cura della prole, la quale è dipendente da loro ma già capace di nutrirsi da sola. A volte può accadere che la femmina abbandoni il compagno e la sua prole ancora raminga, quindi prima dell'involo di questa.

### Migrazione
Calidris mauri migra verso entrambe le coste nordamericane e sudamericane, arrivando anche ai Caraibi. È molto raro che si sposti e sverni in Europa.